# Stor-Knäsjö
Stor-Knäsjö är en sjö i Älvdalens kommun i Dalarna och ingår i Dalälvens huvudavrinningsområde. Sjön har en area på 0,743 kvadratkilometer och ligger 642,2 meter över havet. Sjön avvattnas av vattendraget Knärån.

## Delavrinningsområde
Stor-Knäsjö ingår i det delavrinningsområde (681107-139572) som SMHI kallar för Utloppet av Stor-Knäsjö. Medelhöjden är 671 meter över havet och ytan är 4,87 kvadratkilometer. Det finns inga avrinningsområden uppströms utan avrinningsområdet är högsta punkten. Knärån som avvattnar avrinningsområdet har biflödesordning 2, vilket innebär att vattnet flödar genom totalt 2 vattendrag innan det når havet efter 385 kilometer. Avrinningsområdet består mestadels av skog (78 procent). Avrinningsområdet har 0,74 kvadratkilometer vattenytor vilket ger det en sjöprocent på 15,1 procent.